# Síndrome gripal
Una síndrome gripal (SG) o símptomes com de grip, són uns símptomes que poden ser deguts a la grip o a altres malalties que també els provoquen. Aquests inclouen febre, calfreds, malestar, tos seca, pèrdua de gana, dolors per tot el cos i nàusees, típicament en relació amb una aparició sobtada de la malaltia. En la majoria dels casos, els símptomes són causats per citocines alliberades per l'activació del sistema immunitari i, per tant, són relativament inespecífics.
Entre les causes més freqüents de SG hi ha el refredat comú i la grip. Les causes menys freqüents inclouen efectes secundaris de molts medicaments i manifestacions de moltes altres malalties.